# Remets-nous ça !
Remets-nous ça !, parfois nommé Cubitus, remets-nous ça ! est le 19e tome de la série de bande dessinée Cubitus, créée par Dupa. Paru en janvier 1989, cet album contient 48 pages, illustrant chacune un gag différent,.